# Léon Fauché
Fabien Léon Fauché est un artiste peintre et lithographe français né à Briey (alors en Moselle) le 22 mars 1862 et mort à Paris 18e le 15 février 1950.

## Biographie

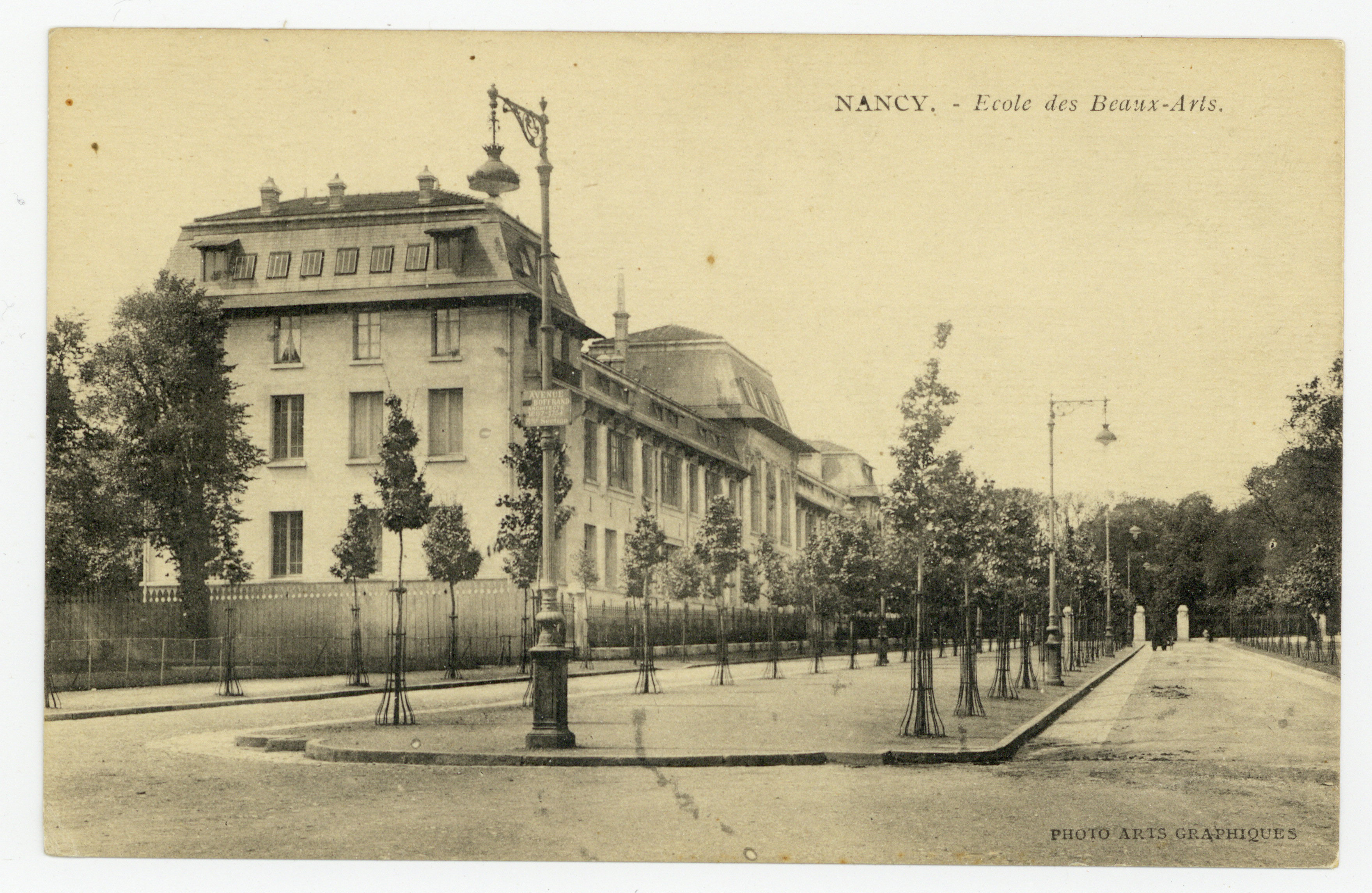
École des beaux-arts de Nancy

Léon Fauché étudie la peinture à l'École des beaux-arts de Nancy, puis avec Aimé Morot et Théobald Chartran à Paris. Ami de Théophile Steinlen, de Paul Gauguin, d'Auguste Renoir et d' Henri de Toulouse-Lautrec, auprès duquel il va s'essayer à la lithographie en couleurs, il expose au Salon des indépendants avec ce dernier, mais aussi avec Maxime Dethomas et Louis Anquetin. Peintre de paysages, de scènes de genre paysannes et d'intérieur, de natures mortes et de portraits, il présente également des œuvres aux salons de la Société nationale des beaux-arts et à l'exposition Volpini en 1889.
C'est Léon Fauché qui organise en 1901, avec Louis Anquetin, le Salon des refusés au Pavillon des Arts décoratifs, puis fonde l'association L'Atelier avec Armand Point.

## Réception critique
« Il semble que l'on reconnaisse enfin, après une longue traversée du désert, cet artiste lorrain auteur de charmantes scènes de rue (de Montmartre en particulier), qui joua un rôle non négligeable dans l'art d'avant-garde, dans la peinture vivante de son temps. »

— Gérald Schurr

## Collections publiques
- Préfecture de la Savoie, Chambéry, Relief de festin, huile sur carton 44,5x38,5cm, vers 1914 (dépôt du Centre national des arts plastiques)[8].
- Comité national des conseillers du commerce extérieur de la France, Paris, Bruges, dessin 60x55cm, vers 1934 (dépôt du Centre national des arts plastiques)[9].